# Andrés Moyano
Andrés Gabriel Moyano (n. Mendoza, 28 de julio de 1996) es un jugador argentino de balonmano que se desempeña de lateral derecho en el B.M Granollers de la Liga ASOBAL de España.
Fue convocado en 2017 para integrar la selección de balonmano de Argentina dirigida por Manolo Cadenas. Cabe destacar que anteriormente jugó en selecciones juveniles.

## Palmarés internacional
| Campeonato Sudamericano y Centroamericano | Campeonato Sudamericano y Centroamericano | Campeonato Sudamericano y Centroamericano | Campeonato Sudamericano y Centroamericano |
| Año                                       | Lugar                                     | Medalla                                   |                                           |
| ----------------------------------------- | ----------------------------------------- | ----------------------------------------- | ----------------------------------------- |
| 2024                                      | Buenos Aires                              | Medalla de plata                          |                                           |

## Trayectoria
- Universidad Nacional de Cuyo (2009-2013)
- Ferro Carril Oeste (2013-2015)
- Saint Quirze (2015-2017)
- SD Teucro (2017-2020)
- BM Nava (2020-2024)
- Club Balonmano Granollers (2024- )